# Scheurenfeld
Scheurenfeld ist ein Ortsteil im Stadtteil Katterbach in Bergisch Gladbach.

## Geschichte
Der Siedlungsname Scheurenfeld geht auf die gleichnamige Gewannenbezeichnung zurück, die das Urkataster östlich des Weilers Kattemich verzeichnet.

## Etymologie
Das Bestimmungswort Scheuren leitet sich vom mittelhochdeutschen schuir und althochdeutschen sciura her und bezeichnet eine Scheune. In Flurnamen ist es meistens eine Feldscheune. Vom ursprünglichen Sinn Schutz, Schirm des mittelhochdeutschen schur kam es später zu einer Bedeutungsverlagerung als Gebäude, das dem Schutz der Feldfrüchte vor schädlichen Witterungseinflüssen diente.